# Kuttamuva-sztélé
A Kuttamuva-sztélé (Kuttamuwa stele) megtalálását 2008. november 17-én jelentette be John Noble Wilford a The New York Timesban. A lelet Kuttamuva, II. Panamuva királyi tisztviselőjének háza romjai közül került elő. A ház a fellegváron kívül állt a lakónegyedben, amely sokáig szántóföldi művelés alatt volt. Az eke nyomai a sztélé tetején láthatók is. 
Egy kis méretű, négyzet alaprajzú helyiség egyik sarkából ásták ki. Ugyanitt két kenyérsütő kemence is volt, ebből azt a következtetést vonták le, hogy a korábban konyhaként funkcionáló kamrát Kuttamuva átalakította a saját halotti kápolnájává. Példátlan jelenség, hogy a követ eredeti építészeti összefüggésében tárták fel. A tábla kétoldalas, előoldalán egy lakoma képe van. Ezen egy szakállas férfi bojtos (vagy csak hegyes) sapkában egy pohár bort ürít ki éppen, az előtte lévő asztalon kenyér és sült kacsa van kőtálban. A jelenet Kuttamuva túlvilági foglalatosságát örökíti meg. A hátoldal szövege:
| „                  | Én, Kuttamuva, Panamuva (király) szolgája, még életemben felügyeltem e sírkő készítését. Én elhelyeztem ezt egy örök kamrában (?), és készítettem e kamrában egy lakomát: egy bikát Hadad (isten), egy kost Samas (isten) számára, és egy kost a saját lelkem számára e sírkőben. | ” |
| – Kuttamuva-sztélé | |   |

A sírkő jelentőségét felfedezői abban látják, hogy a nyugati szemiták (amoriták és utódaik, az arámiak) között ez az első írásos emléke a lélek és a test különbözőségébe vetett hitnek, amely lehetővé tette a hamvasztásos temetkezés terjedését. A hamvasztás és a lélek-elképzelés hettita hatásról tanúskodik. A kortárs szemiták – köztük a zsidók is – a test és a lélek egymástól elválaszthatatlan voltában hittek. Szamal városában eddig temetkezést nem találtak.